# Let's Go (canción de Calvin Harris)
«Let's Go» (Vamos) es una canción realizada por el DJ y productor escocés Calvin Harris, incluida en su tercer álbum de estudio, 18 Months y posteriormente incluido en una edición especial del álbum de Ne-Yo, R.E.D. Cuenta con la colaboración en las voces, del cantante estadounidense de R&B, Ne-Yo. Fue lanzado como sencillo el 30 de marzo de 2012, y su lanzamiento oficial en el Reino Unido fue el 22 de abril de 2012. En los Estados Unidos, la canción fue descargada digitalmente 376.000 veces, hasta julio de 2012. La canción recibió una nominación en los Premios Grammy 2013, en la categoría "Mejor grabación dance".
La canción se utilizó para una publicidad de Pepsi Max, en la que aparecen deportistas de la talla de Lionel Messi, Didier Drogba, Fernando Torres, Frank Lampard, Sergio Agüero y Jack Wilshere.

## Video musical
El video contó con la dirección de Vincent Hycock, quién también se encargó de los videos de ‘Bounce’ y ‘Feel So Close’. La temática del clip es similar a la de los anteriores videos de Harris. Incluye escenas filmadas en Tokio, Los Ángeles y Río de Janeiro y muestra a diferentes grupos de personas, en la que viven diversas situaciones y finalizan en una presentación en vivo de Harris, en él que también hace su aparición el rapero Ne-Yo.

## Listado de canciones
| Reino Unido — Descarga digital |                                  |          |  |
| N.º                            | Título                           | Duración |  |
| 1.                             | «Let's Go» (Radio Edit)          | 3:44     |  |
| 2.                             | «Let's Go» (Extended Mix)        | 6:01     |  |
| 3.                             | «Let's Go» (Calvin Harris Remix) | 6:25     |  |
| 4.                             | «Let's Go»                       | 3:54     |  |
| 5.                             | «Let's Go» (Vicetone Remix)      | 4:37     |  |

## Posicionamiento en listas y certificaciones
| Lista (2012)                          | Mejor posición |
| ------------------------------------- | -------------- |
| Alemania (Media Control AG)           | 59             |
| Australia (ARIA)                      | 17             |
| Austria (Ö3 Austria Top 40)           | 49             |
| Bélgica (Flandes) (Ultratop 50)       | 31             |
| Bélgica (Valonia) (Ultratop 50)       | 27             |
| Canadá (Hot 100)                      | 19             |
| Dinamarca (Tracklisten)               | 29             |
| Escocia (The Official Charts Company) | 2              |
| Eslovaquia (IFPI)                     | 18             |
| Francia (SNEP)                        | 117            |
| Estados Unidos (Billboard Hot 100)    | 17             |
| Estados Unidos (Pop Songs)            | 5              |
| Estados Unidos (Hot Dance Club Songs) | 14             |
| Estados Unidos (Adult Pop Songs)      | 35             |
| Hungría (Rádiós Top 40)               | 5              |
| Japón (Japan Hot 100)                 | 70             |
| Irlanda (IRMA)                        | 6              |
| Nueva Zelanda (Recorded Music NZ)     | 14             |
| Países Bajos (Dutch Top 40)           | 27             |
| Reino Unido (UK Dance Chart)          | 1              |
| Reino Unido (UK Singles Chart)        | 2              |
| Suecia (Sverigetopplistan)            | 51             |
| Suiza (Schweizer Hitparade)           | 40             |

| País           | Lista (2012)      | Posición |
| -------------- | ----------------- | -------- |
| Estados Unidos | Billboard Hot 100 | 65       |

| País        | Organismo certificador | Certificación    | Ventas  |
| ----------- | ---------------------- | ---------------- | ------- |
| Australia   | ARIA                   | Disco de Platino | 70 000  |
| Canadá      | Music Canada           | Disco de Platino | 80 000  |
| Reino Unido | BPI                    | Disco de Plata   | 200 000 |

## Historial de lanzamientos
| País           | Fecha               | Formato                  | Discográfica                                      |
| -------------- | ------------------- | ------------------------ | ------------------------------------------------- |
| Bélgica        | 30 de marzo de 2012 | Descarga digital         | Columbia Records, Deconstruction Records, Fly Eye |
| Nueva Zelanda  | 30 de marzo de 2012 | Descarga digital         | Columbia Records, Deconstruction Records, Fly Eye |
| Irlanda        | 20 de abril de 2012 | Descarga digital         | Columbia Records, Deconstruction Records, Fly Eye |
| Brasil         | 20 de abril de 2012 | Descarga digital         | Columbia Records, Deconstruction Records, Fly Eye |
| Reino Unido    | 22 de abril de 2012 | Descarga digital         | Columbia Records, Deconstruction Records, Fly Eye |
| Estados Unidos | 22 de mayo de 2012  | Mainstream radio airplay | Ultra Records                                     |